# Adam Ferrara
Adam Ferrara (* 2. Februar 1966 in New York City) ist ein US-amerikanischer Schauspieler und Comedian. Er ist für die Rolle des Chief Needles Nelson in der Serie Rescue Me bekannt geworden. Bis 2016 war Ferrara Moderator der Sendung Top Gear USA.

## Leben
Adam Ferrara stammt aus einer italienisch-amerikanischen Familie und wuchs im New Yorker Stadtteil Huntington Station auf. Er ist mit der Schauspielerin Alex Tyler verheiratet.
Ferrara war zweimal für American Comedy Award in der Kategorie Best Male Stand-up nominiert. Er war mehrmals in Comedysendungen wie The Tonight Show, Late Show with David Letterman und Comedy Central zu sehen. 
Derzeit  arbeitet er als Moderator der Sendung Top Gear USA.

## Filmografie (Auswahl)
- 1993: Flying Blind (Fernsehserie, 1 Folge)
- 1996–1998: Caroline in the City (Fernsehserie, 3 Folgen)
- 1997: Social Studies (Fernsehserie, 2 Folgen)
- 2004–2007: King of Queens (Fernsehserie, 3 Folgen)
- 2006–2011: Rescue Me (Fernsehserie)
- 2008: Vielleicht, vielleicht auch nicht (Definitely, Maybe)
- 2009: Der Kaufhaus Cop (Paul Blart: Mall Cop)
- 2010–2016: Top Gear USA (Moderation)
- 2013–2015: Nurse Jackie (Fernsehserie)
- 2017: Criminal Minds (Fernsehserie, 1 Folge)
- 2017: Kevin Can Wait (Fernsehserie, 1 Folge)
- 2018: Ein Rezept für die Liebe (Little Italy)